# Сімонн Матьє
Сімонн Матьє (фр. Simonne Mathieu; 31 січня 1908 — 7 січня 1980) — колишня французька тенісистка.
Найвищу одиночну позицію світового рейтингу — 3 місце досягла 1932 року.
Перемагала на турнірах Великого шолома в одиночному, парному та змішаному парному розрядах.

## Фінали турнірів Великого шолома

### Одиночний розряд: 8 (2–6)
| Результат | Рік  | Турнір            | Покриття | Суперниця           | Рахунок       |
| --------- | ---- | ----------------- | -------- | ------------------- | ------------- |
| Поразка   | 1929 | Чемпіонат Франції | Ґрунт    | Гелен Віллс         | 3–6, 4–6      |
| Поразка   | 1932 | Чемпіонат Франції | Ґрунт    | Гелен Віллс         | 5–7, 1–6      |
| Поразка   | 1933 | Чемпіонат Франції | Ґрунт    | Марґарет Скрайвен   | 2–6, 6–4, 4–6 |
| Поразка   | 1935 | Чемпіонат Франції | Ґрунт    | Гільде Кравінкель   | 2–6, 1–6      |
| Поразка   | 1936 | Чемпіонат Франції | Ґрунт    | Гільде Кравінкель   | 3–6, 4–6      |
| Поразка   | 1937 | Чемпіонат Франції | Ґрунт    | Гільде Кравінкель   | 2–6, 4–6      |
| Перемога  | 1938 | Чемпіонат Франції | Ґрунт    | Неллі Ландрі        | 6–0, 6–3      |
| Перемога  | 1939 | Чемпіонат Франції | Ґрунт    | Ядвіга Єнджейовська | 6–3, 8–6      |

### Парний розряд: 13 (9–4)
| Результат | Рік  | Турнір               | Покриття | Партнерка           | Суперниці                          | Рахунок        |
| --------- | ---- | -------------------- | -------- | ------------------- | ---------------------------------- | -------------- |
| Поразка   | 1930 | Чемпіонат Франції    | Ґрунт    | Сімон Барб'є        | Елізабет Раян Гелен Віллс          | 3–6, 1–6       |
| Перемога  | 1933 | Чемпіонат Франції    | Ґрунт    | Елізабет Раян       | Сільві Юнґ Анротен Колетт Розамбер | 6–1, 6–3       |
| Перемога  | 1933 | Вімблдонський турнір | Трава    | Елізабет Раян       | Фреда Джеймс Біллі Йорк            | 6–2, 9–11, 6–4 |
| Перемога  | 1934 | Чемпіонат Франції    | Ґрунт    | Елізабет Раян       | Гелен Джейкобс Сара Палфрі         | 3–6, 6–4, 6–2  |
| Перемога  | 1934 | Вімблдонський турнір | Трава    | Елізабет Раян       | Дороті Ендрюс Сільві Юнґ Анротен   | 6–3, 6–3       |
| Поразка   | 1935 | Вімблдонський турнір | Трава    | Гільде Кравінкель   | Фреда Джеймс Кей Стаммерс          | 1–6, 4–6       |
| Перемога  | 1936 | Чемпіонат Франції    | Ґрунт    | Біллі Йорк          | Ядвіга Єнджейовська Сьюзен Ноел    | 2–6, 6–4, 6–4  |
| Перемога  | 1937 | Чемпіонат Франції    | Ґрунт    | Біллі Йорк          | Дороті Ендрюс Сільві Юнґ Анротен   | 3–6, 6–2, 6–2  |
| Перемога  | 1937 | Вімблдонський турнір | Трава    | Біллі Йорк          | Філліс Кінґ Елсі Ґолдсак           | 6–3, 6–3       |
| Перемога  | 1938 | Чемпіонат Франції    | Ґрунт    | Біллі Йорк          | Неллі Ландрі Арлетт Альфф          | 6–3, 6–3       |
| Поразка   | 1938 | Вімблдонський турнір | Трава    | Біллі Йорк          | Сара Палфрі Еліс Марбл             | 2–6, 3–6       |
| Поразка   | 1938 | Чемпіонат США        | Трава    | Ядвіга Єнджейовська | Сара Палфрі Еліс Марбл             | 8–6, 4–6, 3–6  |
| Перемога  | 1939 | Чемпіонат Франції    | Ґрунт    | Ядвіга Єнджейовська | Alice Florian Hella Kovac          | 7–5, 7–5       |

### Мікст: 4 (2–2)
| Результат | Рік  | Турнір               | Покриття | Партнерка          | Суперниці                        | Рахунок       |
| --------- | ---- | -------------------- | -------- | ------------------ | -------------------------------- | ------------- |
| Перемога  | 1937 | Чемпіонат Франції    | Ґрунт    | Ївон Петра         | Марі-Луїзе Горн Ролан Журню      | 7–5, 7–5      |
| Поразка   | 1937 | Вімблдонський турнір | Трава    | Ївон Петра         | Еліс Марбл Дон Бадж              | 1–6, 4–6      |
| Перемога  | 1938 | Чемпіонат Франції    | Ґрунт    | Драгутин Митич     | Ненсі Вінн-Болтон Крістіан Буссю | 2–6, 6–3, 6–4 |
| Поразка   | 1939 | Чемпіонат Франції    | Ґрунт    | Франьйо Кукульєвич | Сара Палфрі Елвуд Кук            | 6–4, 1–6, 5–7 |

## Виступи в одиночних турнірах Великого шолома
| W | Ф | ПФ | ЧФ | #Р | КТ | К# | DNQ | A | NH |

| Турнір                                 | 1925  | 1926  | 1927  | 1928  | 1929  | 1930  | 1931  | 1932  | 1933  | 1934  | 1935  | 1936  | 1937  | 1938  | 1939  | 1940  | 1941—1944 | 1945  | 19461 | Career SR |
| -------------------------------------- | ----- | ----- | ----- | ----- | ----- | ----- | ----- | ----- | ----- | ----- | ----- | ----- | ----- | ----- | ----- | ----- | --------- | ----- | ----- | --------- |
| Відкритий чемпіонат Австралії з тенісу |       |       |       |       |       |       |       |       |       |       |       |       |       |       |       |       | NH        | NH    |       | 0 / 0     |
| Відкритий чемпіонат Франції з тенісу   | ЧФ    | ЧФ    | 3р    |       | Ф     | ЧФ    | ЧФ    | Ф     | Ф     | ПФ    | Ф     | Ф     | Ф     | П     | П     | NH    | R         |       |       | 2 / 14    |
| Вімблдонський турнір                   |       | 1р    | 2р    |       | 3р    | ПФ    | ПФ    | ПФ    | ЧФ    | ПФ    | ЧФ    | ПФ    | ПФ    | ЧФ    | ЧФ    | NH    | NH        | NH    | 1р    | 0 / 14    |
| Відкритий чемпіонат США з тенісу       |       |       |       |       |       |       |       |       |       |       |       |       |       | ЧФ    | 1р    |       |           |       |       | 0 / 2     |
| SR                                     | 0 / 1 | 0 / 2 | 0 / 2 | 0 / 0 | 0 / 2 | 0 / 2 | 0 / 2 | 0 / 2 | 0 / 2 | 0 / 2 | 0 / 2 | 0 / 2 | 0 / 2 | 1 / 3 | 1 / 3 | 0 / 0 | 0 / 0     | 0 / 0 | 0 / 1 | 2 / 30    |

R = турнір обмежувався внутрішнім чемпіонатом Франції й відбувався під німецькою окупацією.
11946 року Чемпіонат Франції відбувся після Вімблдону.